# Cernavodă
 (mai 2015).
Si vous disposez d'ouvrages ou d'articles de référence ou si vous connaissez des sites web de qualité traitant du thème abordé ici, merci de compléter l'article en donnant les références utiles à sa vérifiabilité et en les liant à la section « Notes et références ».
Cernavodă est une ville du Sud-Est de la Roumanie comptant 20 514 habitants, et un port fluvial du Danube. Elle est située dans la région historique de Dobroudja, et fait partie du județ de Constanța.

## Histoire
Dans l'Antiquité, la ville, d'origine hellénistique, s'appelait Axiopolis, nom qu'elle garda pendant plus de mille ans durant les périodes romaine et byzantine, jusqu'en 680 lorsque la défaite byzantine face aux Bulgares livra les Balkans à ces derniers. Ils adoptèrent alors le nom slave de Tcherna-Voda signifient « eaux sombres ». Au XIVe siècle Cernavodă passe du despotat de Dobroudja à la principauté de Valachie, et au début du XIVe siècle à l'Empire ottoman.
En 1842, alors que Cernavodă est un village de pêcheurs toujours sous domination ottomane, le voyageur français Alexis de Valon parle d'un « hameau composé de quelques huttes pareilles à des wigwams de sauvages », ajoutant que les « malheureux habitants de ce petit coin du monde végètent misérablement, manquant de pain le plus souvent… ».
Fin 1878 le village est incorporé à la Principauté de Roumanie, puis à partir de 1895 se développe avec la construction d'un pont de chemin de fer sur le Danube, et devient un nœud de transit majeur entre Constanta et le reste du pays.
En 1916, lors du Premier Conflit mondial, des Gotha G allemands détruisent les installations ferroviaires à proximité du pont, bloquant le mouvement des troupes roumaines.

## Démographie
Lors du recensement de 2011, 87,58 % de la population se déclarent roumains, 2,23 % comme roms, 2,7 % comme turcs (6,51 % ne déclarent pas d'appartenance ethnique et 0,96 % déclarent appartenir à une autre ethnie).

## Politique
| Parti | Parti                                      | Sièges |
| ----- | ------------------------------------------ | ------ |
|       | Parti social-démocrate (PSD)               | 5      |
|       | Parti national libéral (PNL)               | 6      |
|       | M10                                        | 1      |
|       | Alliance des libéraux et démocrates (ALDE) | 3      |
|       | Parti Mouvement populaire (PMP)            | 2      |

## Le site archéologique de la culture de Cernavodă
Le site archéologique se trouve à Cernavodă même.

## Le canal Danube-Mer Noire
Le canal part du Danube dans le périmètre de Cernavodă et se jette dans la Mer Noire.

## La centrale nucléaire de Cernavodă
Elle est la seule de Roumanie.

## Jumelage
- Saint-Sébastien-sur-Loire (France)